# Gerald Oiaka
Gerald Oiaka (* 22. September 1975) ist ein ehemaliger salomonischer Fußballschiedsrichter.
Oiaka stand auf der Liste der FIFA-Schiedsrichter und leitete internationale Fußballpartien, unter anderem in der OFC Champions League.
Bei der Ozeanienmeisterschaft 2012 auf den Salomonen leitete Oiaka zwei Spiele in der Gruppenphase. Zudem war Oiaka als Schiedsrichter unter anderem bei den Pazifikspielen 2011 in Neukaledonien, bei den Pazifikspielen 2015 in Papua-Neuguinea, in der ozeanischen Qualifikation für die Weltmeisterschaft 2014 sowie bei diversen Qualifikations- und Freundschaftsspielen im Einsatz.